# 開聞岳

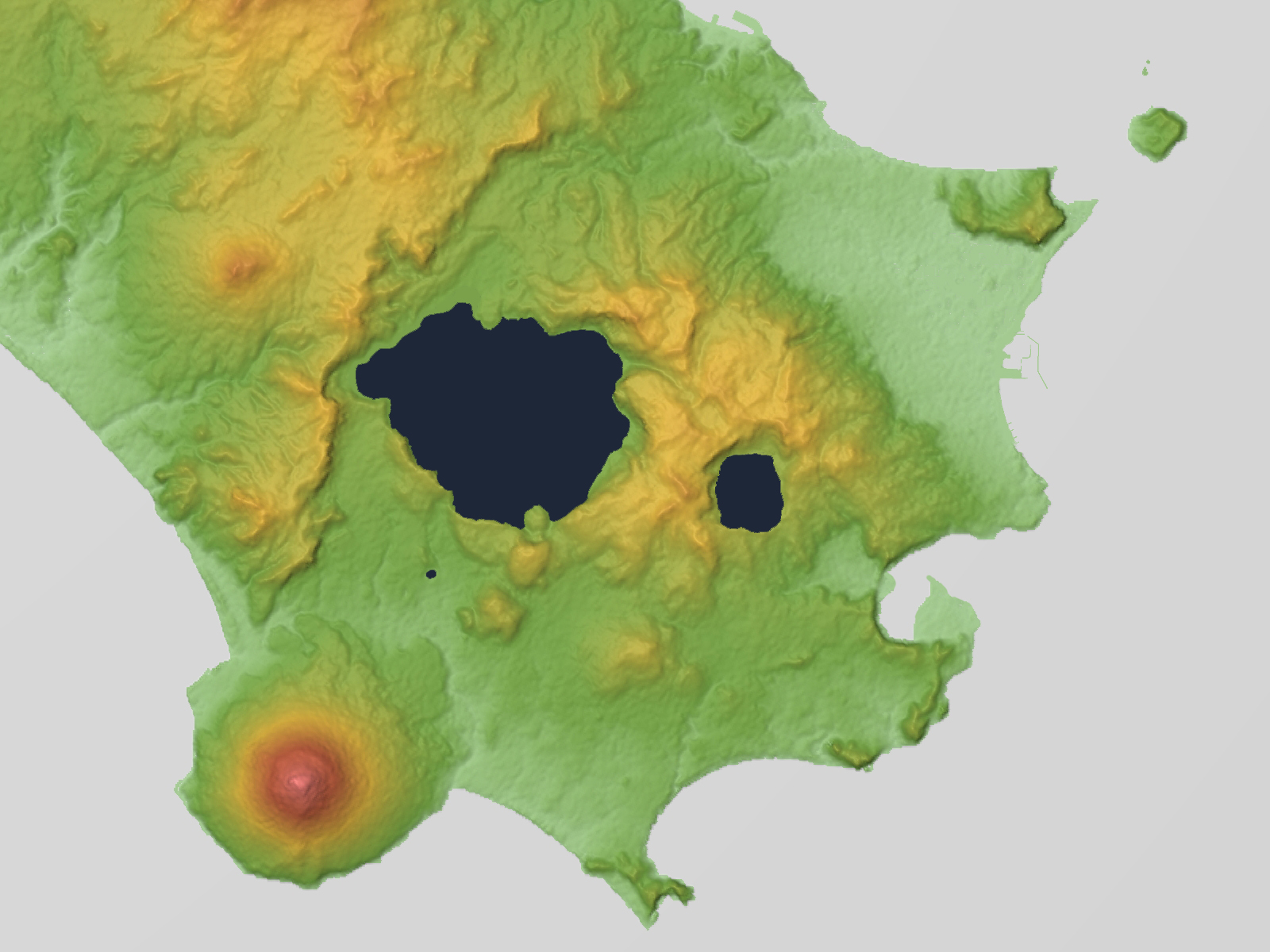
指宿火山群(南薩火山群)および開聞岳の地形図

開聞岳（かいもんだけ）は、鹿児島県の薩摩半島の南端に位置する標高924 mの火山。1964年（昭和39年）3月16日に、霧島屋久国立公園に指定された 。日本百名山、新日本百名山および九州百名山に選定されている。玄武岩の成層火山の頂部に安山岩の溶岩ドームをもつ構造であるが、遠望すると両者は連続して成層火山のように見えるため「薩摩富士」とも称される。所在地は鹿児島県指宿市。

## 歴史
約4,400年前頃から活動を開始し、885年までの約3,000年間にVEI4の噴火が9回、0.1 DRE km3を超える噴火が10回発生しており、この期間の平均マグマ噴出率は約1.2 km3/千年となっている。有史以降の噴火記録は6世紀ごろからあり、貞観16年3月4日（ユリウス暦874年3月25日）と仁和元年（885年）7月・8月に大噴火を起こした。この時、山頂に溶岩円頂丘が噴出し、現在の二段式の山容となった。山体は主に粘性の少ない玄武岩だが山頂付近の溶岩ドームは安山岩で出来ている。
開聞岳南麓の海底には幅7.8 km、長さ9.3 kmに及ぶ馬蹄形の海底崖と、海底地すべりに伴う多数の流れ山が存在している。この海底崖は開聞岳山体の南部地下にも見られ，現在の開聞岳ができる前に海底地すべりが発生したものと考えられる。
7世紀末頃の噴火による噴出物の堆積層は青コラ、9世紀末頃のそれは紫コラと呼ばれており、薩摩半島南部で広く見られる土層である。噴火の年代が分かっているので、発掘対象の遺跡の遺物がこれらの土層の上下どちらから出てくるかで、この時代の生活の変化などを知る重要な手がかりとなっている。7世紀末の噴火では被害を受けつつも、古墳時代の様式を残した生活が続いていたが、9世紀末の噴火では大きな被害を受けて集落が放棄されるなど大きな生活の変化が起きていることが判明している。橋牟礼川遺跡は9世紀末の噴火によって放棄された代表的な集落である。
2000年（平成12年）12月12日に山頂付近で白煙が確認されたため入山禁止となったが、翌日に解除された。噴気は12月下旬まで続いた。

## 地理
大隅半島と薩摩半島によって錦江湾（鹿児島湾）が形成されているが、その薩摩半島の最南端にあるため、海上交通における大事な目印とされ、その名のかいもんは海門に通ずるという。同様に航海上の目印とされた薩摩半島の秀峰、野間岳と金峰山と合わせて薩摩三峰とも呼ぶ。

### 標高の変遷
かつては開聞岳の標高は、1895年（明治28年）に山頂に設置された二等三角点の標高から922.23 mとされていた。しかし登山者などからの「そばの岩の上の方が標高が高い」という指摘により、2001年（平成13年）7月に国土地理院が調査を行って、公式の標高が924 mに修正された。

### 源流の河川
地形図で表記される河川はない。

### ギャラリー

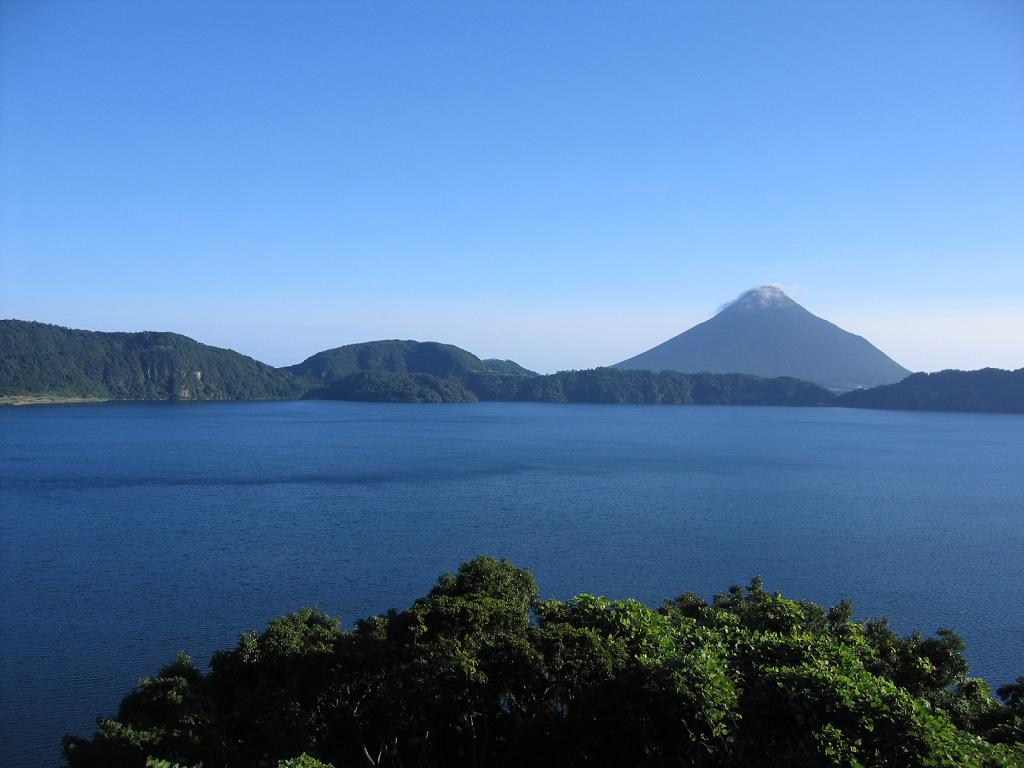
池田湖畔から
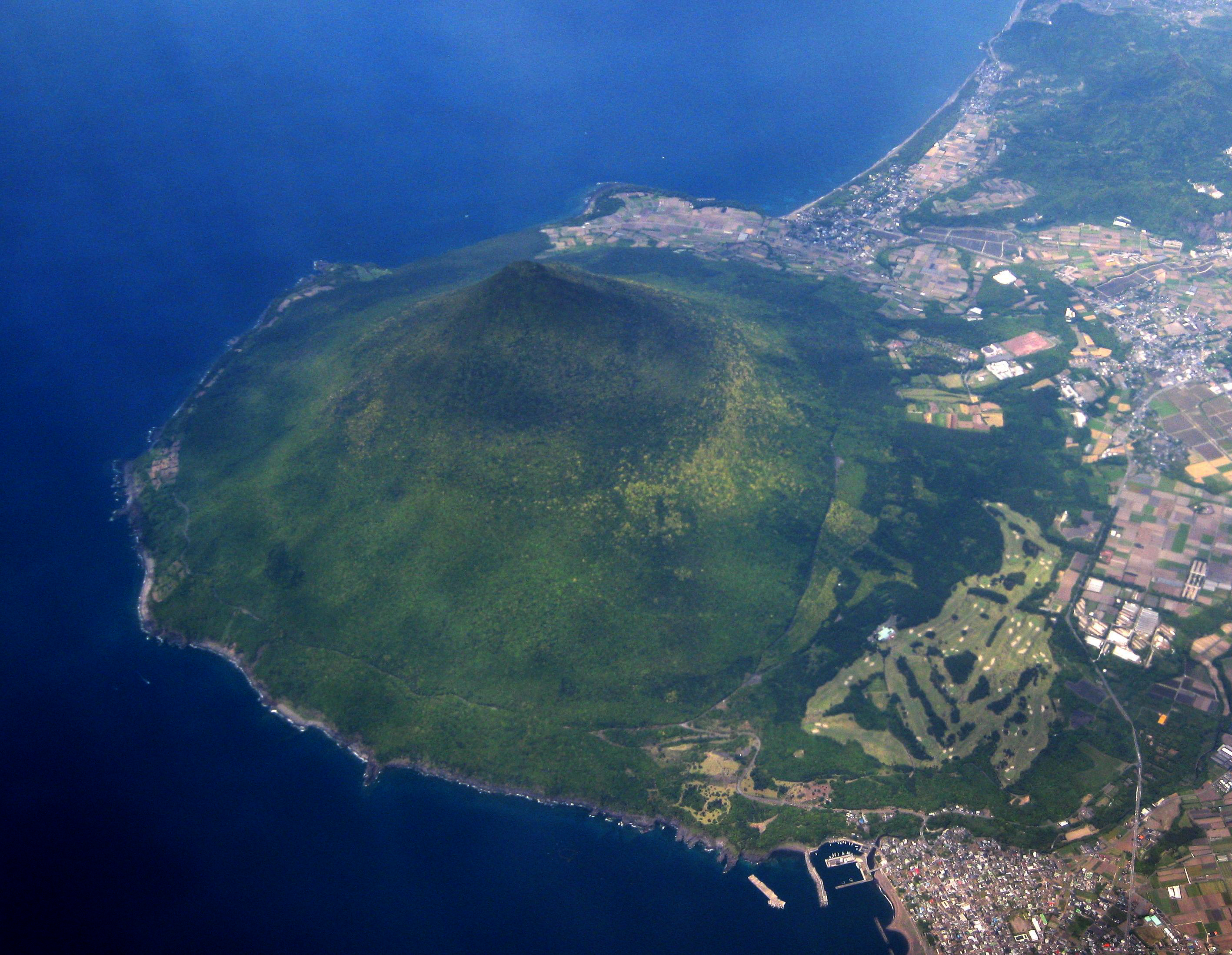
上空から
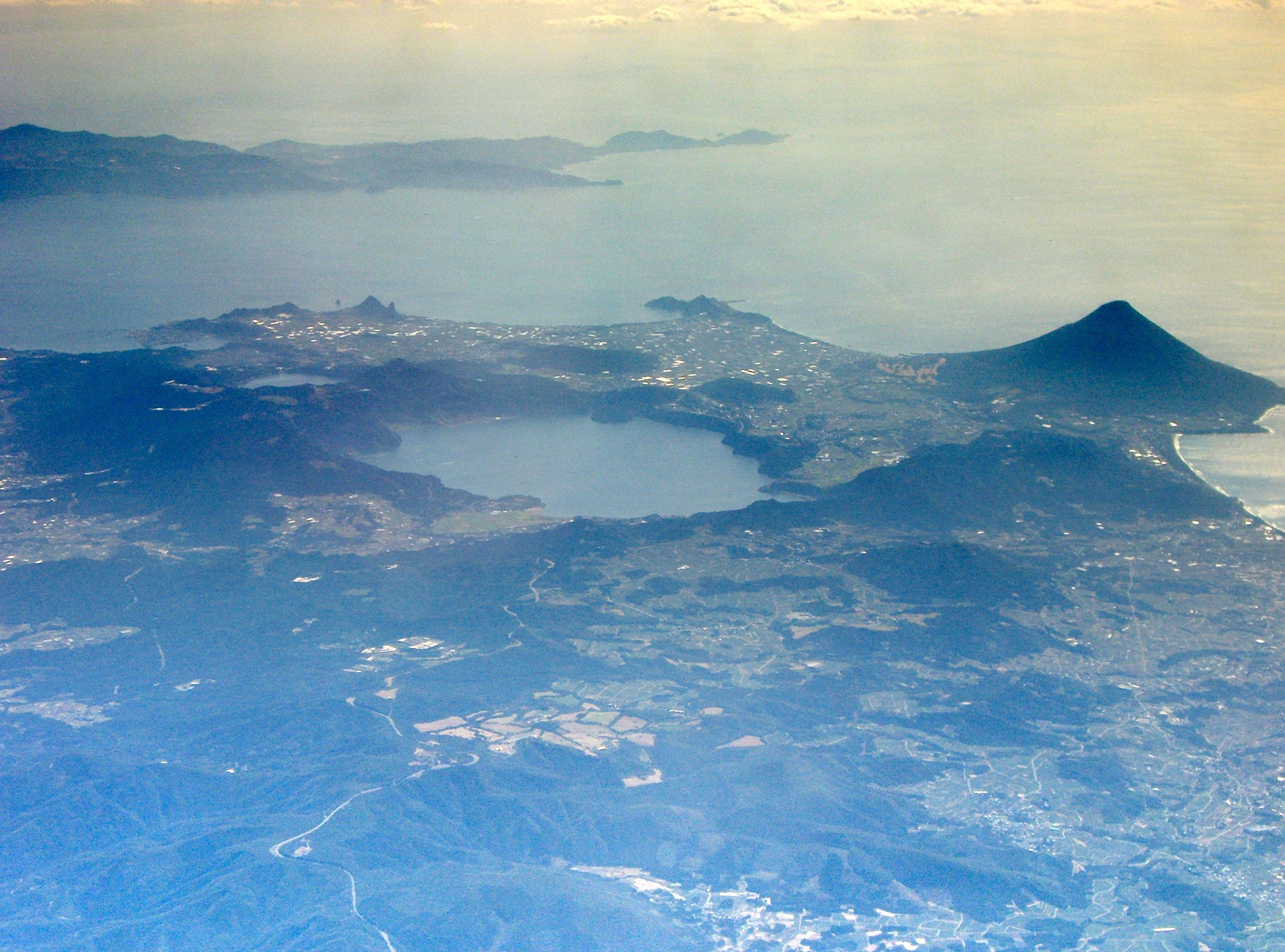
南薩火山群と
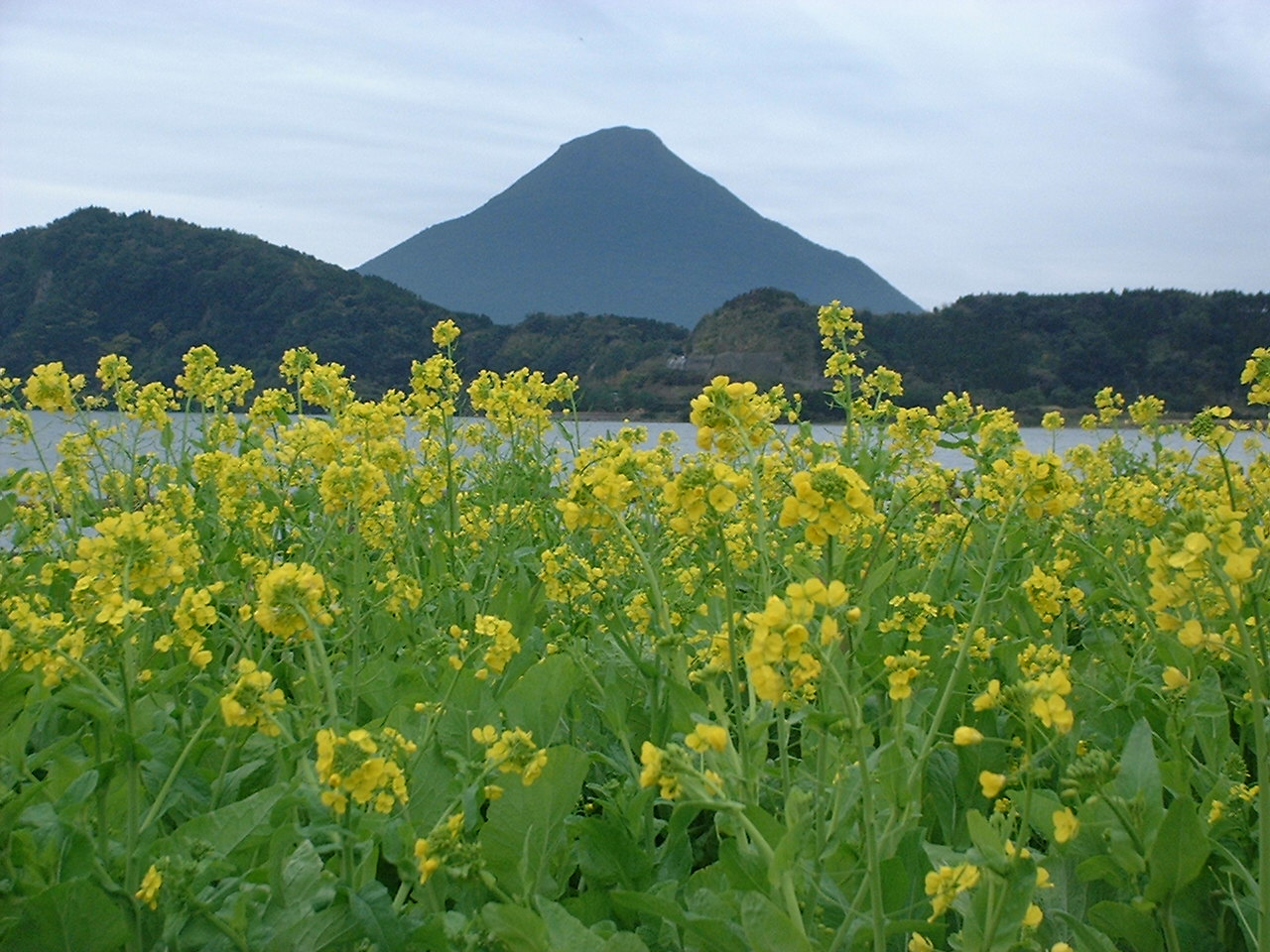
池田湖と開聞岳
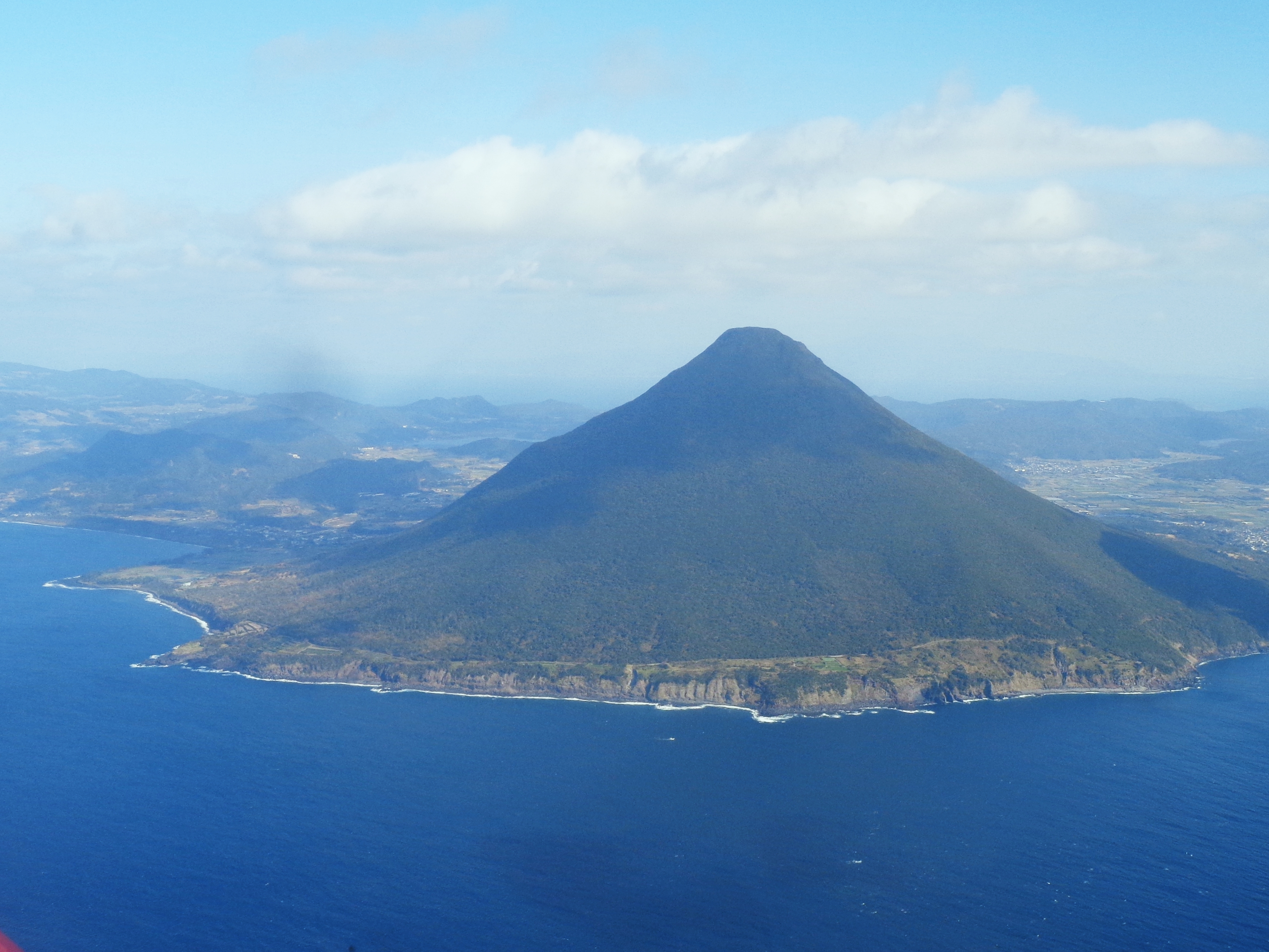
セスナ機から開聞岳を望む

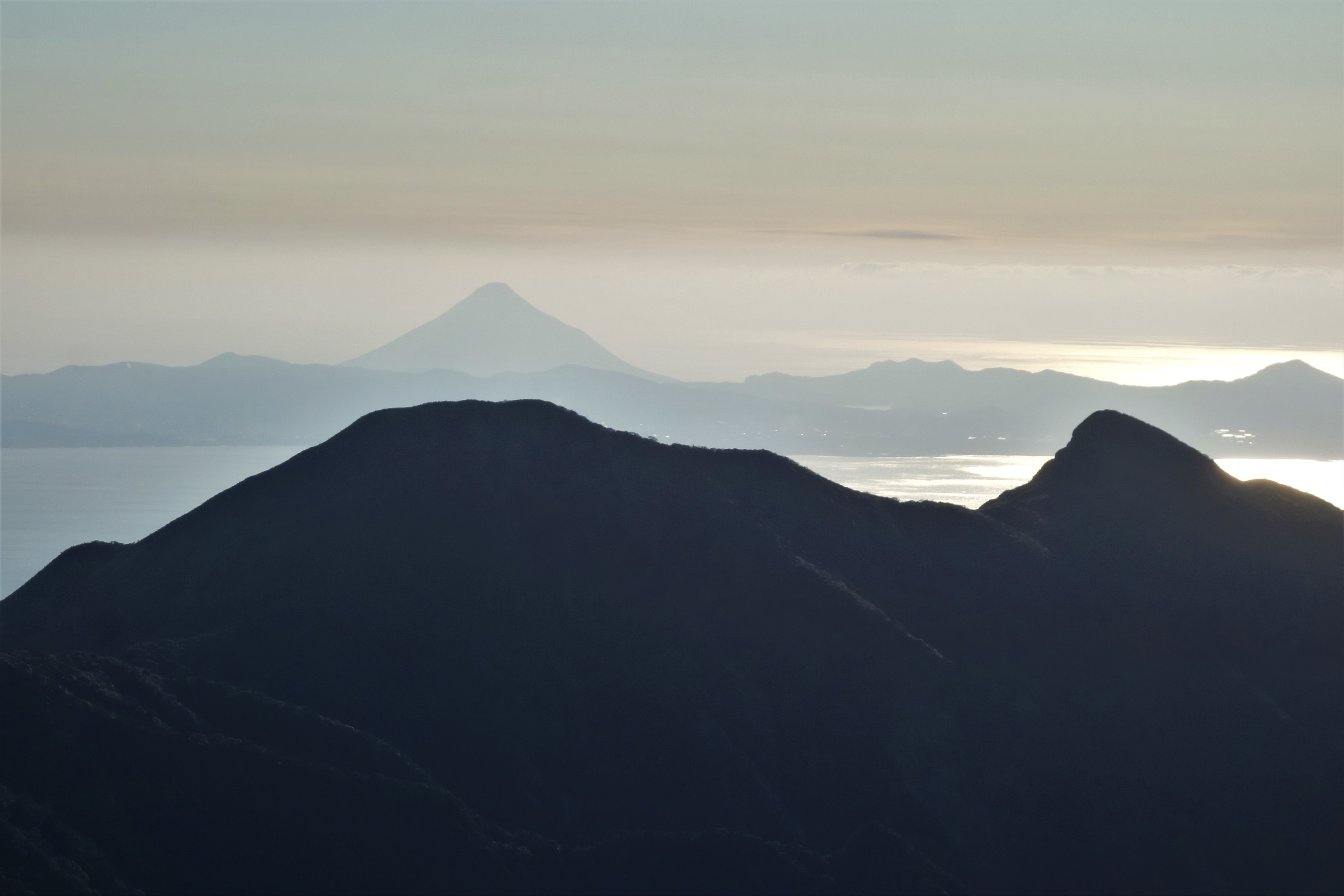
高隈山から望む開聞岳
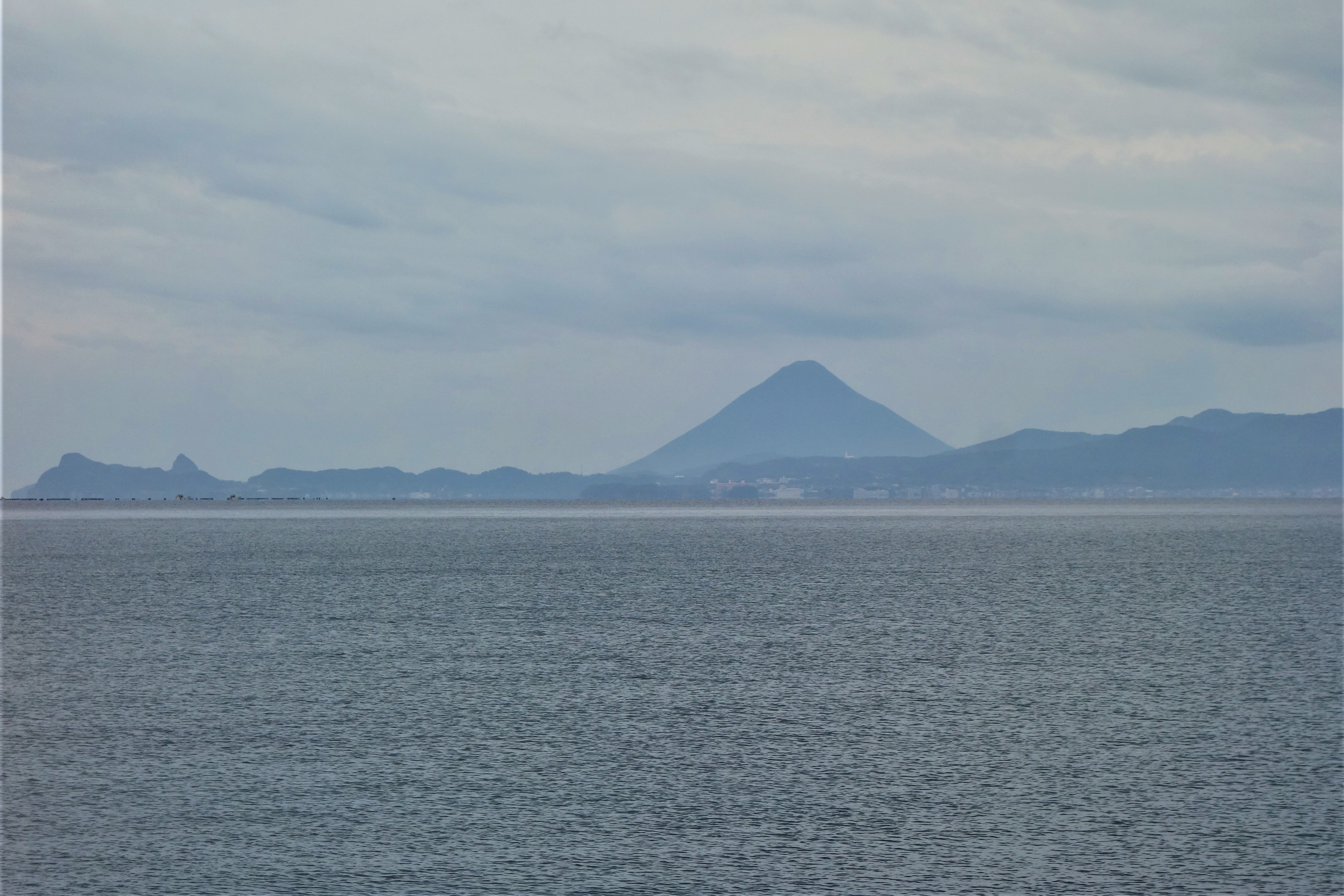
城ヶ崎展望所からの開聞岳
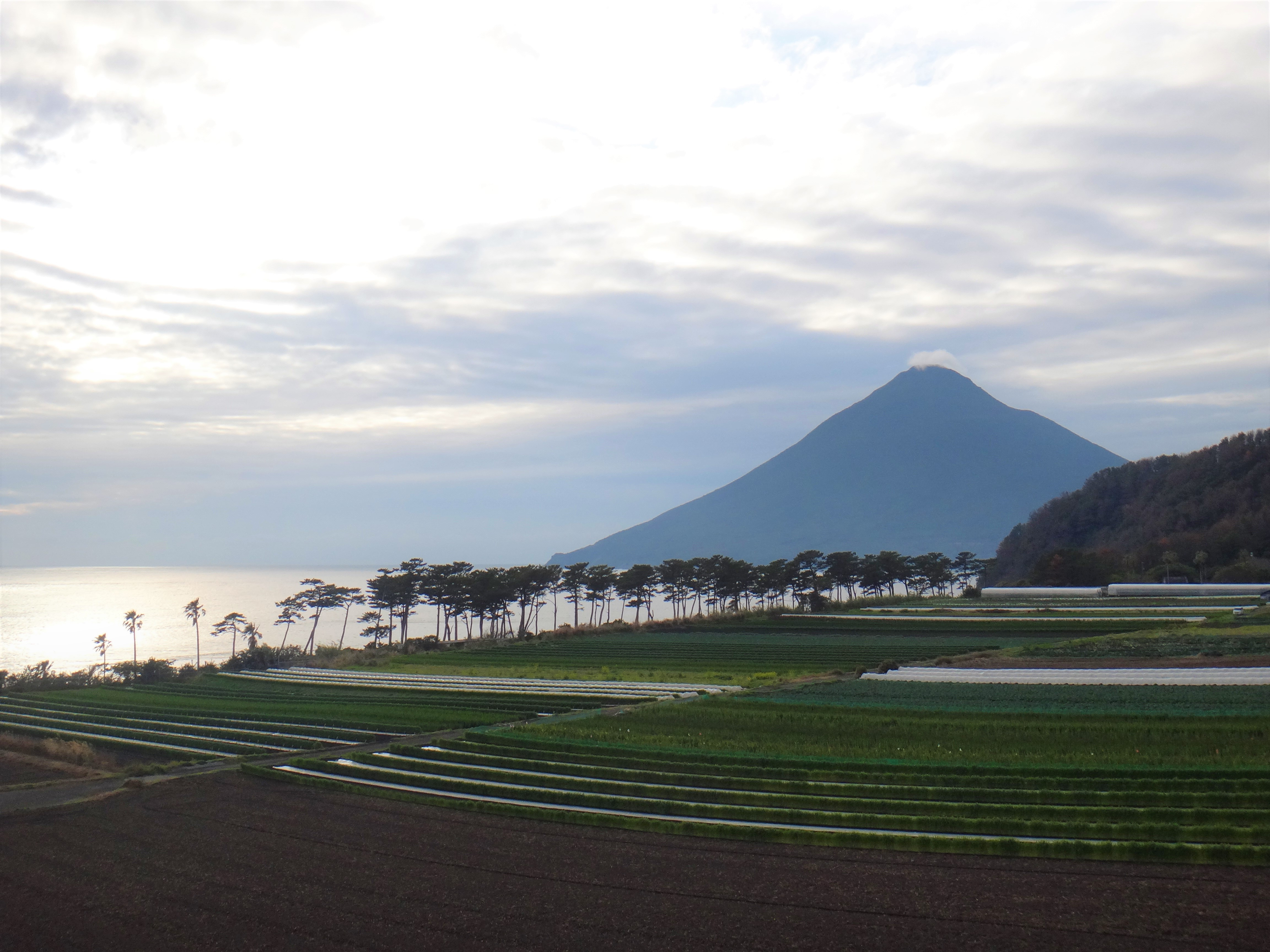
長崎鼻付近からの開聞岳
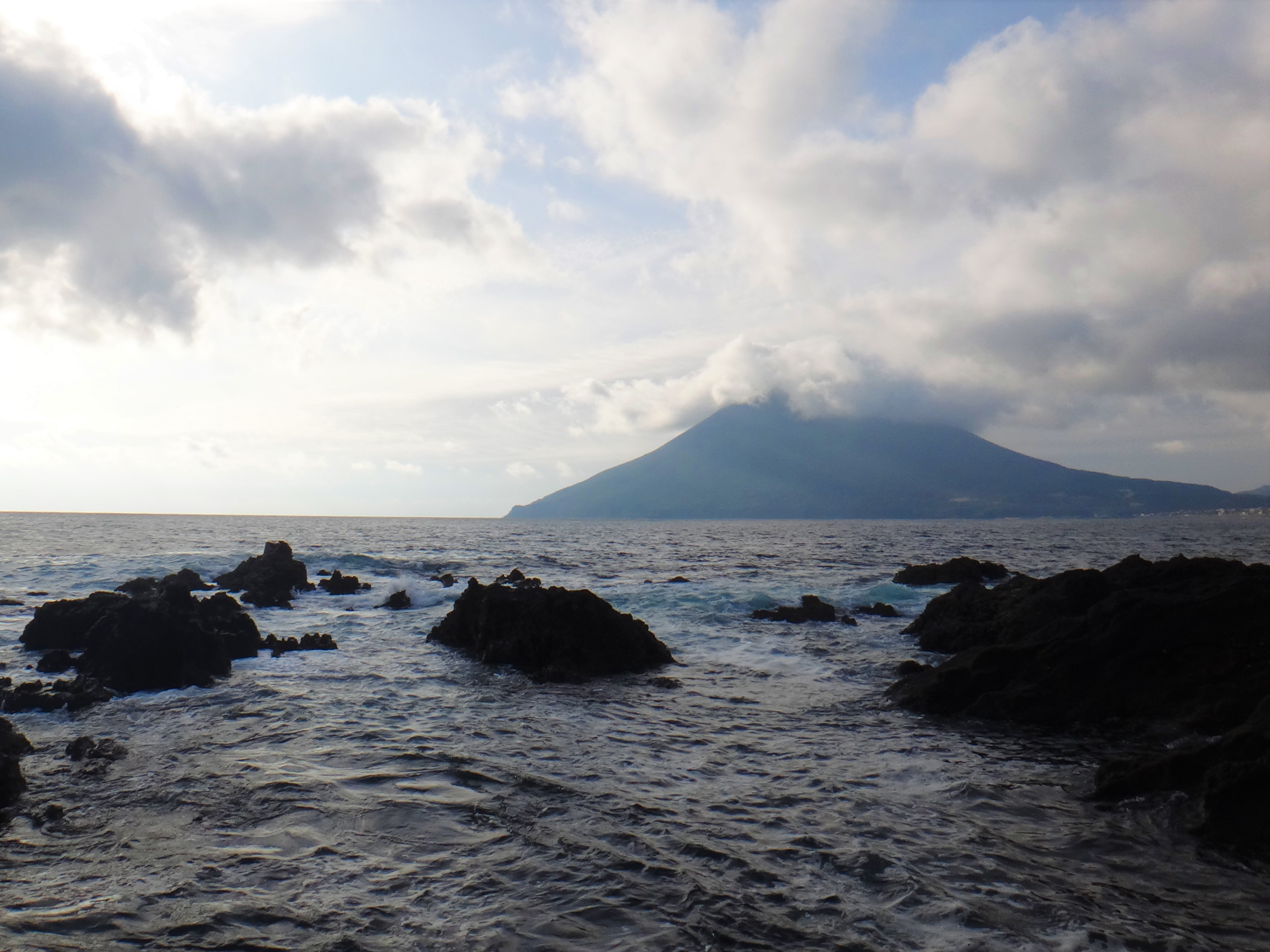
長崎鼻からの開聞岳

## 登山
らせん状の登山道が整備され、3時間程度で登山することができる。標高924 mと日本百名山の中では例外的に低い山であるが（基準は1,500 m以上とされた）、海抜0 m付近からの登山となるため、登山の際の標高差は900 m以上ある。独立峰であり、山頂部に近づくにつれて岩が露出するため、頂上からは北側に池田湖、南側に太平洋など360度の展望が得られる。

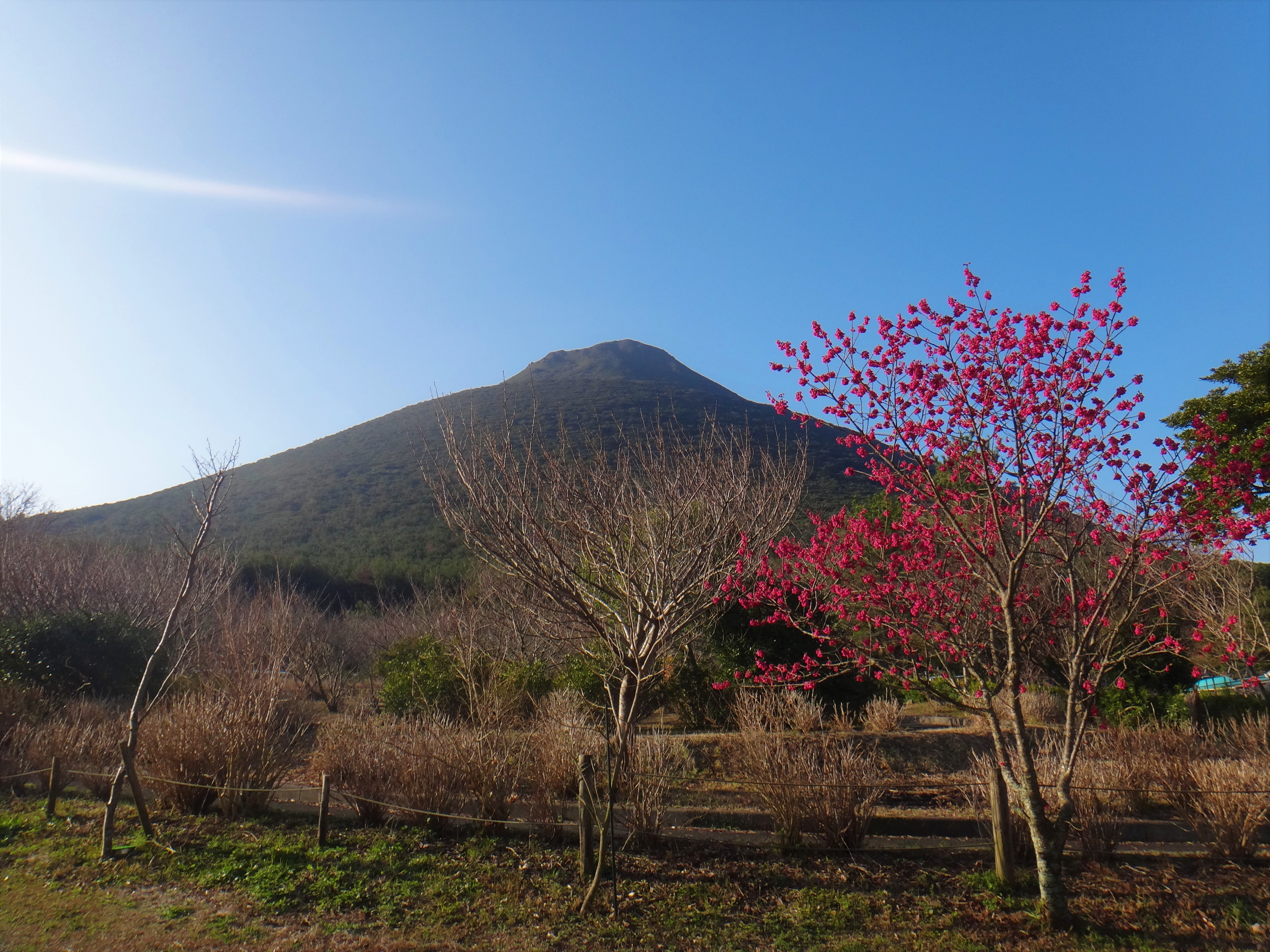
初春の開聞岳
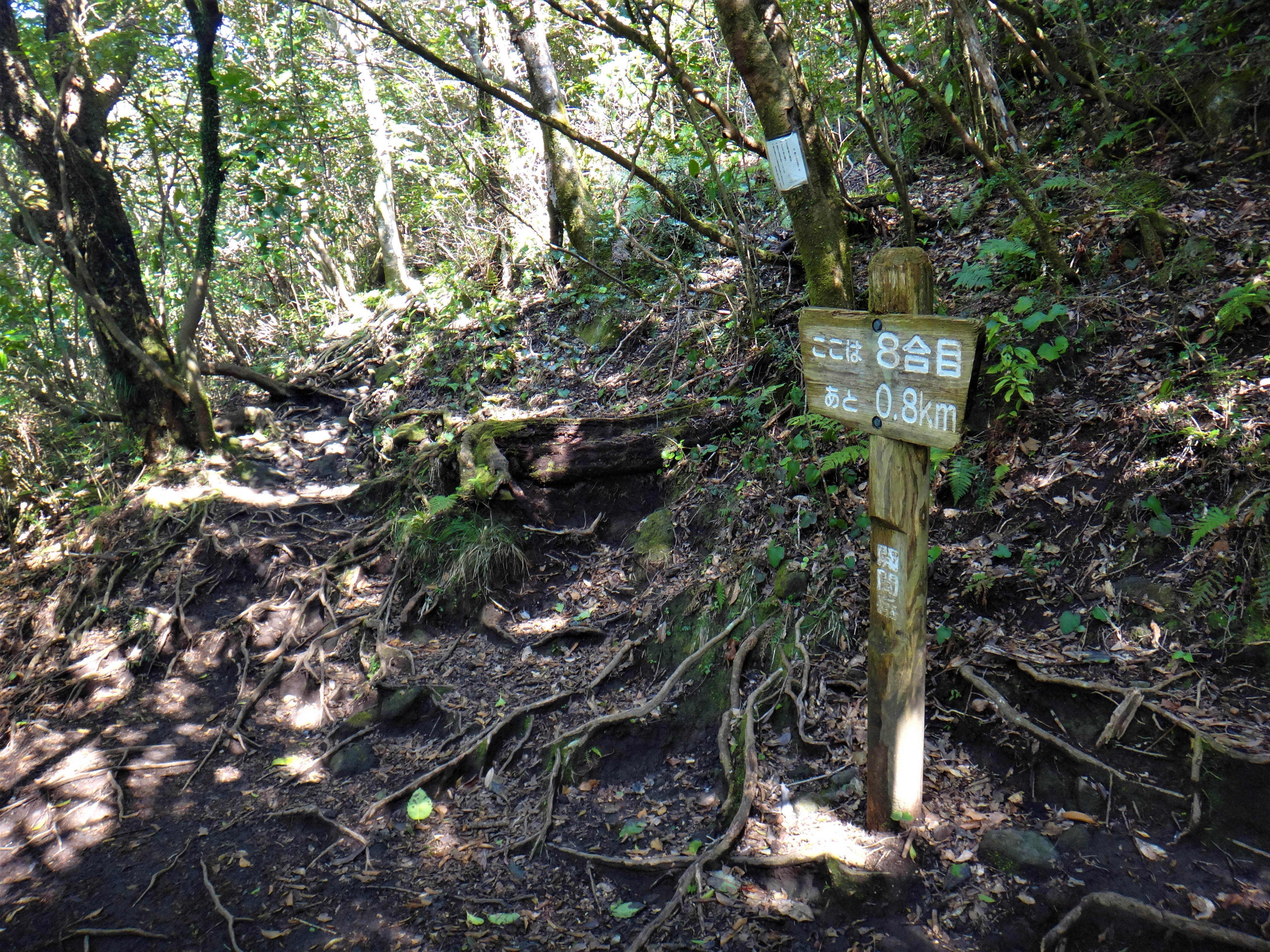
登山道８合目
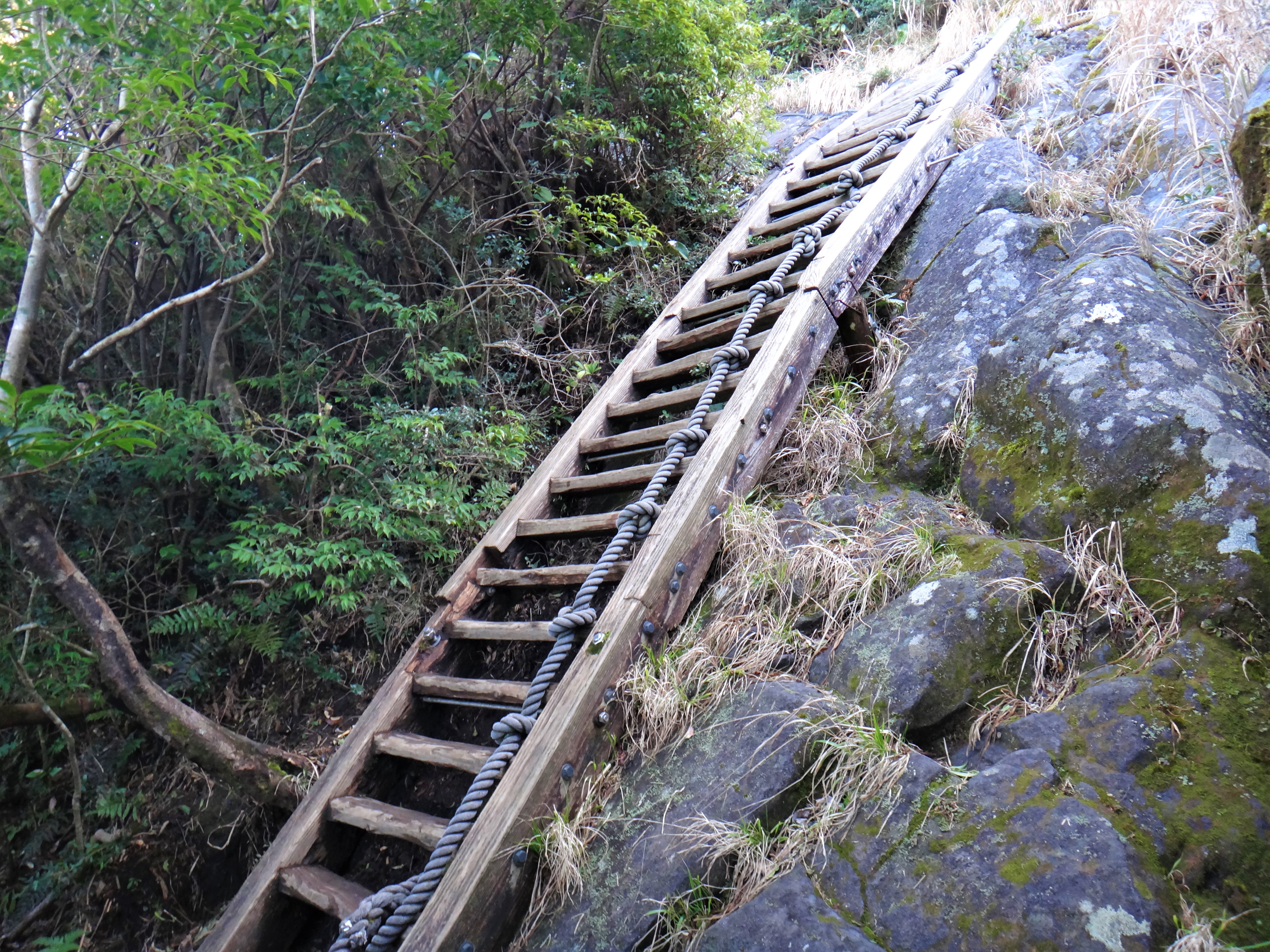
山頂直下の梯子
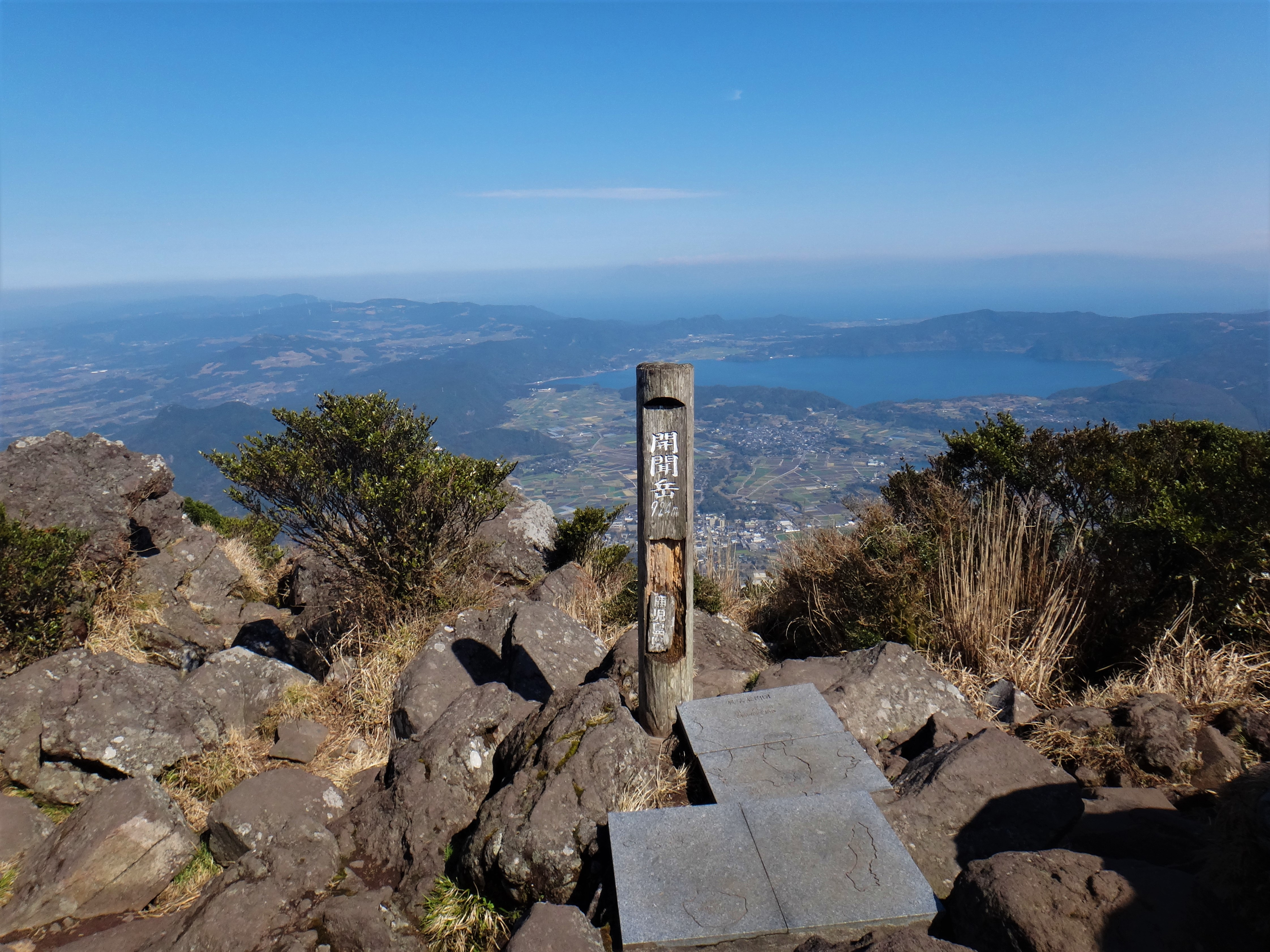
開聞岳山頂と池田湖
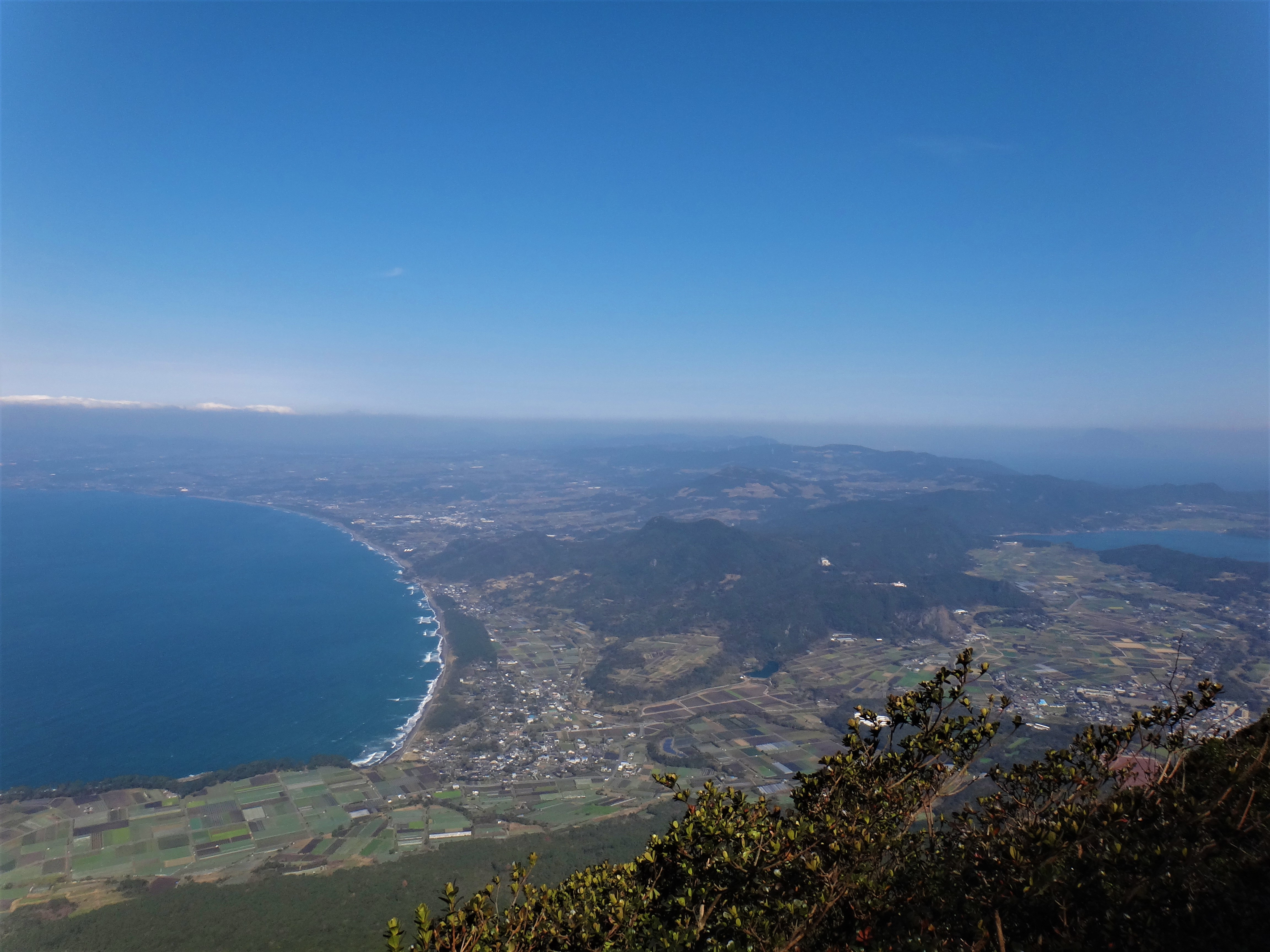
山頂から前原海岸と池田湖
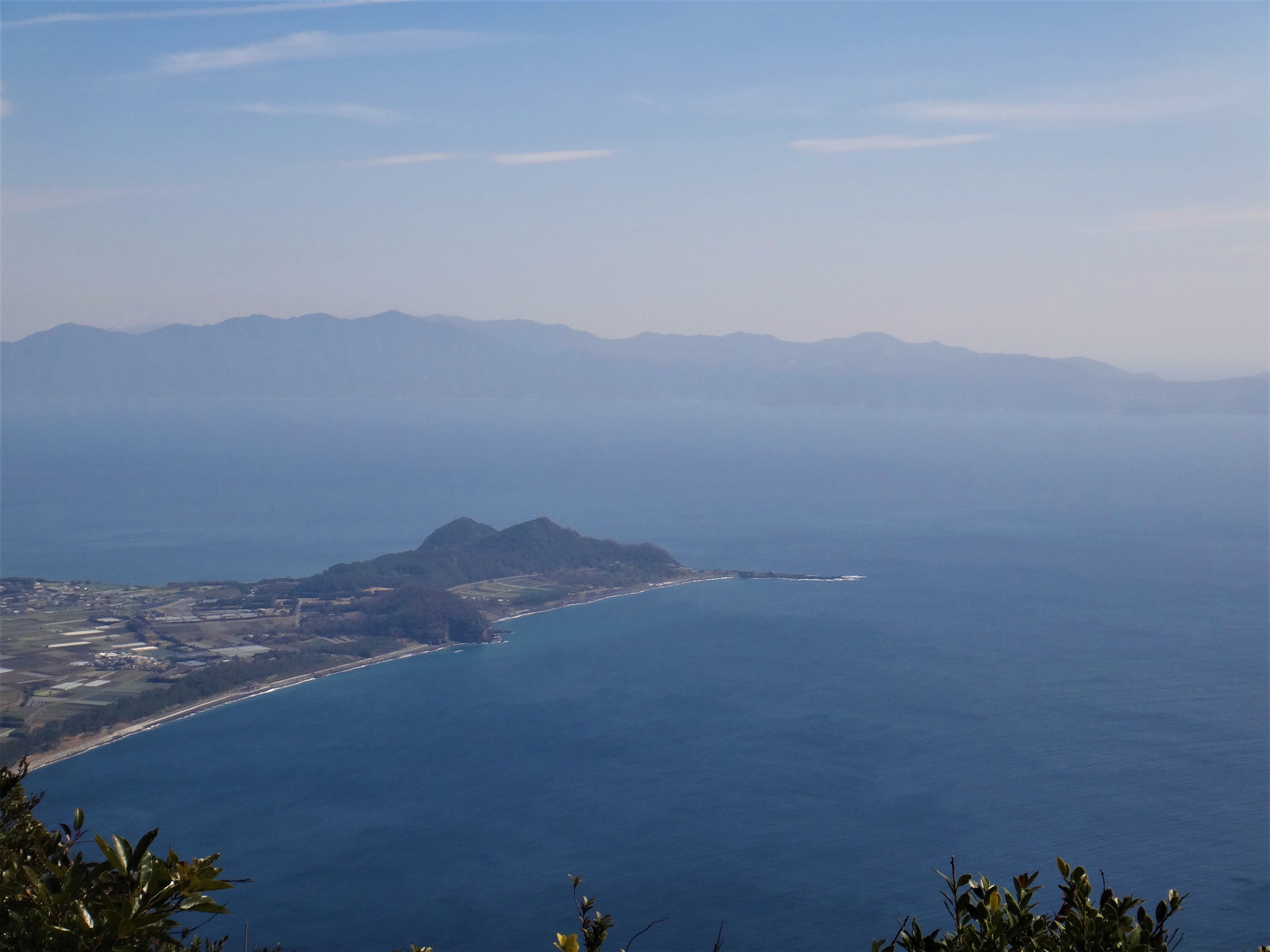
山頂からの長崎鼻

## 周辺のスポット
- 開聞駅 - JR指宿枕崎線の駅。開聞岳に最も近い駅で、徒歩で登山に向かえるが、停車する列車本数はあまり多くないので、計画的な利用が必要。
- 開聞山麓自然公園 - 山麓には、トカラウマが飼育され、熱帯、亜熱帯植物園となっている開聞山麓自然公園などの公園も存在する。また、山の周囲には遊歩道があり、山の周りを一周することも可能である。遊歩道の途中には、開聞トンネルがある。
- かいもん山麓ふれあい公園 - 公園内にはキャンプ場がある[12]。
- 枚聞神社 - 山麓にある枚聞神社（ひらききじんじゃ）は薩摩国の一宮であり、開聞岳を神体としている。このため神社参道と社殿を結ぶ線の延長上に開聞岳があり、その山頂には奥宮御岳神社がある。
- 池田湖 - 山頂から約5 km北東には、カルデラ湖の池田湖がある。
- 望比公園 - 開聞岳の山麓西側の花瀬にはやはり太平洋戦争において、フィリピンで戦死した人々を慰霊する望比公園がある。太平洋戦争において、旧知覧町の陸軍飛行場（現：知覧特攻平和会館）から出撃した特別攻撃隊機は、まず開聞岳へと進路をとり、富士山にも似たその山容に故郷や家族への別れを告げつつ南方へと向かったという。